# تپه چغا سفید ۳
تپه چغا سفید ۳ مربوط به عصر مفرغ - هزاره سوم قبل از میلاد است و در شهرستان کرمانشاه، بخش مرکزی، دهستان بالادربند، ۶۰۰ متری جنوب غرب روستای سفید چغا دوده واقع شده و این اثر در تاریخ ۱۸ اسفند ۱۳۸۷ با شمارهٔ ثبت ۲۴۸۵۳ به‌عنوان یکی از آثار ملی ایران به ثبت رسیده است.